# باسيفيكا (كاليفورنيا)
باسيفيكا (بالإنجليزية: Pacifica)‏ هي إحدى مدن مقاطعة سان ماتيو، كاليفورنيا. تم إعطاءها لقب مدينة في 22 نوفمبر، 1957.

## التركيبة السكانية
حدّد مكتب تعداد الولايات المتحدة بيانات التركيبة السكانية لباسيفيكا في تعداد الولايات المتحدة. في ما يلي، التركيبة السكانية حسب تعدادي 2000 و2010.

### تعداد عام 2000
بلغ عدد سكان باسيفيكا 38,390 نسمة بحسب تعداد عام 2000، وبلغ عدد الأسر 13,994 أسرة وعدد العائلات 9,654 عائلة مقيمة في المدينة. في حين سجلت الكثافة السكانية 1,177.2 نسمة لكل كيلومتر مربع (3,048.9/ميل2). وبلغ عدد الوحدات السكنية 14,245 وحدة بمتوسط كثافة قدره 436.8 لكل كيلومتر مربع (1,131.3/ميل2).
وتوزع التركيب العرقي للمدينة بنسبة 69.51% من البيض و3.27% من الأمريكيين الأفارقة و0.49% من الأمريكيين الأصليين و15.29% من الأمريكيين ذوي الأصول الآسيوية و0.69% من سكان جزر المحيط الهادئ و4.18% من الأعراق الأخرى و6.58% من عرقين مختلطين أو أكثر و14.61% من الهسبانيون أو اللاتينيون من أي عرق.
بلغ عدد الأسر 13,994 أسرة كانت نسبة 35.9% منها لديها أطفال تحت سن الثامنة عشر تعيش معهم، وبلغت نسبة الأزواج القاطنين مع بعضهم البعض 53.5% من أصل المجموع الكلي للأسر، ونسبة 11% من الأسر كان لديها معيلات من الإناث دون وجود شريك،  بينما كانت نسبة 4.5% من الأسر لديها معيلون من الذكور دون وجود شريكة وكانت نسبة 31% من غير العائلات. تألفت نسبة 21.2% من أصل جميع الأسر من عدة أفراد يعيشون في نفس المنزل ونسبة 6.4% كانت تتألف من شخص يعيش بمفرده يبلغ من العمر 65 عاماً أو أكثر. وبلغ متوسط حجم الأسرة المعيشية 2.73، أما متوسط حجم العائلات فبلغ 3.21.
بلغ العمر الوسطي للسكان 37.6 عاماً. وكانت نسبة 23.2% من القاطنين تحت سن الثامنة عشر، وكانت نسبة 7.7% بين الثامنة عشر والرابعة والعشرين عاماً، ونسبة 32.8% كانت واقعةً في الفئة العمرية ما بين الخامسة والعشرين والرابعة والأربعين عاماً، ونسبة 26.5% كانت ما بين الخامسة والأربعين والرابعة والستين، ونسبة 9.4% كانت ضمن فئة الخامسة والستين عاماً فما فوق. يوجد لكل 100 أنثى 97.5 ذكر، ويوجد لكل 100 أنثى في الثامنة عشر من عمرها فما فوق 95.5 ذكر.
بلغ متوسط دخل الأسرة في المدينة 71,737 دولارًا، أما متوسط دخل العائلة فبلغ 78,361 دولارًا. وكان متوسط دخل الذكور 50,761 دولارًا مقابل 40,261 دولارًا للإناث. وسجل دخل الفرد الخاص بالمدينة 30,183 دولارًا. وكانت نسبة 1.2% من العائلات ونسبة 2.9% من السكان تحت خط الفقر، وكان من هؤلاء نسبة 1.3% تحت سن الثامنة عشر ونسبة 4.9% في الخامسة والستين من العمر وما فوق.

### تعداد عام 2010
بلغ عدد سكان باسيفيكا 37,234 نسمة بحسب تعداد عام 2010، وبلغ عدد الأسر 13,967 أسرة وعدد العائلات 9,686 عائلة مقيمة في المدينة. في حين سجلت الكثافة السكانية 1,141.8 نسمة لكل كيلومتر مربع (2,957.2/ميل2). وبلغ عدد الوحدات السكنية 14,523 وحدة بمتوسط كثافة قدره 445.4 لكل كيلومتر مربع (1,153.6/ميل2).
وتوزع التركيب العرقي للمدينة بنسبة 64.90% من البيض و2.62% من الأمريكيين الأفارقة و0.55% من الأمريكيين الأصليين و19.42% من الأمريكيين ذوي الأصول الآسيوية و0.85% من سكان جزر المحيط الهادئ و4.57% من الأعراق الأخرى و7.08% من عرقين مختلطين أو أكثر و16.77% من الهسبانيون أو اللاتينيون من أي عرق.
بلغ عدد الأسر 13,967 أسرة كانت نسبة 32.3% منها لديها أطفال تحت سن الثامنة عشر تعيش معهم، وبلغت نسبة الأزواج القاطنين مع بعضهم البعض 52.9% من أصل المجموع الكلي للأسر، ونسبة 11.4% من الأسر كان لديها معيلات من الإناث دون وجود شريك،  بينما كانت نسبة 5.1% من الأسر لديها معيلون من الذكور دون وجود شريكة وكانت نسبة 30.7% من غير العائلات. تألفت نسبة 22.4% من أصل جميع الأسر من عدة أفراد يعيشون في نفس المنزل ونسبة 7.9% كانت تتألف من شخص يعيش بمفرده يبلغ من العمر 65 عاماً أو أكثر. وبلغ متوسط حجم الأسرة المعيشية 2.65، أما متوسط حجم العائلات فبلغ 3.12.
بلغ العمر الوسطي للسكان 41.5 عاماً. وكانت نسبة 20.7% من القاطنين تحت سن الثامنة عشر، وكانت نسبة 7.6% بين الثامنة عشر والرابعة والعشرين عاماً، ونسبة 26.9% كانت واقعةً في الفئة العمرية ما بين الخامسة والعشرين والرابعة والأربعين عاماً، ونسبة 32.6% كانت ما بين الخامسة والأربعين والرابعة والستين، ونسبة 12.1% كانت ضمن فئة الخامسة والستين عاماً فما فوق. وتوزع التركيب الجنسي للسكان بنسبة 48.9% ذكور و51.1% إناث.